# ルーシー・レイン
ルーシー・レイン（英: Lucy Lane）は、DCコミックスの出版するアメリカン・コミックス『スーパーマン』に登場する架空の人物。オットー・バインダーとカート・スワンによって創造され、1959年の"Superman's Pal Jimmy Olsen #36"で初登場した。ロイス・レインの妹。

## ドラマ
LOIS&CLARK/新スーパーマン
演 - エリザベス・バロンズ/ロクサーナ・ザル
ヤング・スーパーマン
演 - ペイトン・リスト
SUPERGIRL/スーパーガール
演 - ジェナ・ディーワン

## アニメ
スーパーマン
声 - アリア・カーゾン